# Дауд, Нед
Нед Дауд (англ. Ned Dowd; род. 26 мая 1950 года, Бостон, Массачусетс, США) — профессиональный американский актёр и продюсер.

## Карьера
После окончания Боудин-колледжа в 1972 году, Нед Дауд получил степень магистра в Университете МакГилла, а также профессионально играл в хоккей, полных 3 сезона, с 1974—1975 гг., за команду «Johnstown Jets». Именно фильм «Удар по воротам» (1977 год), сценарий к которому написала его родная сестра Нэнси Дауд, частично основан из жизни Неда, по его небольшому опыту игры в несовершеннолетии в хоккейной лиги.
Далее Нед Дауд также был сосредоточен на актёрской карьере, но большее предпочтение отдавал карьере продюсера. Снялся в эпизодических ролях некоторых фильмов («Всё меняется», «Состояние исступления» и других), сыграл одну из главных ролей в фильме «Бутылочная ракета» (1996 год), а также был продюсером таких фильмов, как «Последний из могикан» (1992 год), «Шанхайский полдень» (сопродюсер, 2000 год), «Вундеркинды» (2000 год), «Апокалипсис» (2006 год) и «Ундина» (2009 год).